# Citharexylum suberosum
Citharexylum suberosum là một loài thực vật có hoa trong họ Cỏ roi ngựa. Loài này được Loes. ex Moldenke mô tả khoa học đầu tiên năm 1959.